# Koo Kyo-hwan
Koo Kyo-hwan, född 14 december 1982, är en sydkoreansk skådespelare.
Koo har bland annat medverkat i TV-serierna D.P. och Parasyte: The Grey.

## Filmografi (i urval)
- 2021–2023 – D.P. (TV-serie)
- 2024 – Parasyte: The Grey (TV-serie)